# David Legwand
David Legwand (ur. 17 sierpnia 1980 w Detroit) – amerykański hokeista.

## Kariera klubowa
- Plymouth Whalers (1997-1999)
- Nashville Predators (1998-2014)
  -  EHC Basel (2004-2005)
  -  Milwaukee Admirals (2005-2006)
- Detroit Red Wings (2014)
- Ottawa Senators (2014-2015)
- Buffalo Sabres (2015-2016)

### Przebieg kariery
Pierwszym klubem w karierze Davida była drużyna grająca w North American Hockey League - Compuware Ambassadors. Po sezonie trafił do ekipy Plymouth Whalers występującej w OHL. Dobra gra w sezonie 1997-98 oraz występy w młodzieżowej kadrze Stanów Zjednoczonych zaowocowały draftem do NHL. Legwand został wybrany w pierwszej rundzie draftu z miejsca drugiego przez amerykański zespół Nashville Predators (z miejsca pierwszego wydraftowany został Vincent Lecavalier). Na debiut w zespole musiał zaczekać aż do 17 kwietnia 1999 roku, kiedy to zagrał przeciwko ekipie New Jersey Devils. Pierwszą bramkę w karierze zdobył 11 października 1999 roku przeciwko ekipie Toronto Maple Leafs. Podczas lokautu grał w szwajcarskim klubie EHC Basel. Od marca 2014 zawodnik Detroit Red Wings. 4 lipca 2014 podpisał kontrakt z zespołem Ottawa Senators. Po sezonie spędzonym w Kanadzie wrócił do USA i został zawodnikiem Buffalo Sabres. W grudniu 2016 ogłosił zakończenie kariery zawodniczej.

### Statystyki
| 1997-98    | Plymouth Whalers    | OHL        | 59  | 54  | 51  | 105 | 56  | 15 | 8  | 12 | 20 | 24 |
| 1998-99    | Plymouth Whalers    | OHL        | 55  | 31  | 49  | 80  | 65  | 11 | 3  | 8  | 11 | 8  |
| 1998-99    | Nashville Predators | NHL        | 1   | 0   | 0   | 0   | 0   | -  | -  | -  | -  | -  |
| 1999-00    | Nashville Predators | NHL        | 71  | 13  | 15  | 28  | 30  | -  | -  | -  | -  | -  |
| 2000-01    | Nashville Predators | NHL        | 81  | 13  | 28  | 41  | 38  | -  | -  | -  | -  | -  |
| 2001-02    | Nashville Predators | NHL        | 63  | 11  | 19  | 30  | 54  | -  | -  | -  | -  | -  |
| 2002-03    | Nashville Predators | NHL        | 64  | 17  | 31  | 48  | 34  | -  | -  | -  | -  | -  |
| 2003-04    | Nashville Predators | NHL        | 82  | 18  | 29  | 47  | 46  | 6  | 1  | 0  | 1  | 8  |
| 2004-05    | EHC Basel           | NLB        | 3   | 6   | 2   | 8   | 2   | 19 | 16 | 23 | 39 | 20 |
| 2005-06    | Nashville Predators | NHL        | 44  | 7   | 19  | 26  | 34  | 5  | 0  | 1  | 1  | 8  |
| 2005-06    | Milwaukee Admirals  | AHL        | 3   | 0   | 0   | 0   | 0   | -  | -  | -  | -  | -  |
| 2006-07    | Nashville Predators | NHL        | 78  | 27  | 36  | 63  | 44  | 5  | 0  | 3  | 3  | 2  |
| 2007-08    | Nashville Predators | NHL        | 65  | 15  | 29  | 44  | 38  | 3  | 1  | 0  | 1  | 2  |
| 2008-09    | Nashville Predators | NHL        | 73  | 20  | 22  | 42  | 32  | -  | -  | -  | -  | -  |
| 2009-10    | Nashville Predators | NHL        | 82  | 11  | 27  | 38  | 24  | 6  | 2  | 5  | 7  | 8  |
| 2010-11    | Nashville Predators | NHL        | 64  | 17  | 24  | 41  | 24  | 12 | 6  | 3  | 9  | 8  |
| 2011-12    | Nashville Predators | NHL        | 78  | 19  | 34  | 53  | 26  | 10 | 3  | 3  | 6  | 10 |
| 2012-13    | Nashville Predators | NHL        | 48  | 12  | 13  | 25  | 20  | -  | -  | -  | -  | -  |
| NHL Ogółem | NHL Ogółem          | NHL Ogółem | 894 | 200 | 326 | 526 | 444 | 47 | 13 | 15 | 28 | 46 |

## Sukcesy
Indywidualne
- Emms Family Award: 1998
- Jest najlepszym strzelcem zespołu Nashville Predators w historii; zaliczył również najwięcej asyst i zdobył najwięcej punktów.

## Kariera reprezentacyjna
David brał udział w Mistrzostwach Świata Juniorów w roku 1998 oraz - rok później - w 1999. Jeszcze w tym samym roku już wraz z dorosłą reprezentacją Stanów Zjednoczonych zagrał na Mistrzostwach Świata, gdzie zajął szóste miejsce. Wystąpił również na Mistrzostwach Świata w roku 2000 (miejsce piąte); w roku 2001 (miejsce czwarte) oraz w 2005, gdzie zajął miejsca 5-8 (odpadając w ćwierćfinale z reprezentacją Czech). Choć David uczestniczył w sześciu turniejach mistrzostw świata (licząc występy w drużynie U-20 oraz w dorosłej reprezentacji), nigdy nie zajął miejsca wyższego niż czwarte.